# ألكسندر سميرنوف (متزلج)
الكسندر سميرنوف (الروسية: Александр Викторович Смирнов) هو متزلج فني روسي، ولد في 11 أكتوبر 1984 في تفير في روسيا.

## وصلات خارجية
- ألكسندر سميرنوف على موقع الاتحاد الدولي للتزلج (الإنجليزية)
- ألكسندر سميرنوف على موقع الاتحاد الدولي للتزلج (الإنجليزية)
- ألكسندر سميرنوف على موقع أوليمبيديا (الإنجليزية)